# Еозинофільні гранулоцити

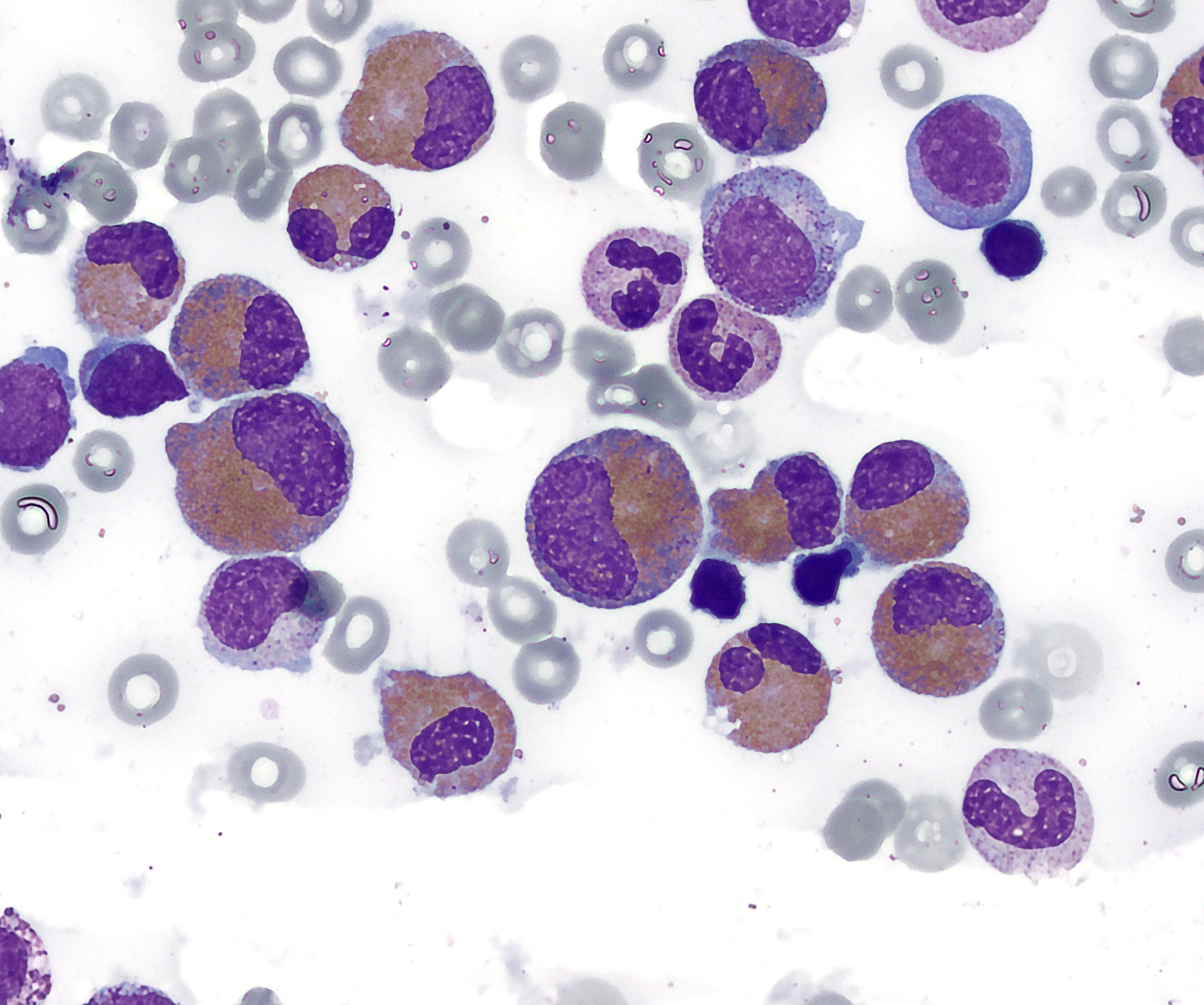
Еозинофіли різних ступенів дозрівання в кістковому мозку (клітини з помаранчевою грануляцією). Фарбування за Романовським — Гімзою. Збільшення 1000х.

Еозінофі́льні гранулоци́ти, або еозинофі́ли, сегментоя́дерні еозинофі́ли, еозінофі́льні лейкоци́ти — підвид гранулоцитарних лейкоцитів крові.
Еозинофіли названі так за те, що при забарвленні за Романовським — Гімзою інтенсивно фарбуються кислим барвником еозином і не фарбуються основними барвниками, на відміну від базофілів, які навпаки, фарбуються тільки основними барвниками, і від нейтрофілів, які поглинають обидва типи барвників. Середній діаметр еозинофільних гранулоцитів становить 16 мкм. Еозинофіли здатні до активного амебоїдного руху, до екстравазаціі (проникнення за межі стінок кровоносних судин) і до хемотаксису (переважно руху в напрямку вогнища запалення або пошкодження тканини). Еозинофіли менш численні, ніж нейтрофіли, і становлять близько 2-4% від всіх лейкоцитів. Більша частина еозинофілів проводить в крові лише невеликий час і, потрапляючи в тканини, залишається там, на довгий час.
Еозинофіли, як і нейтрофіли, здатні до фагоцитозу, причому є мікрофагами, тобто здатні, на відміну від макрофагів, поглинати лише відносно дрібні чужорідні частинки або клітини.
Еозинофіли завдяки наявності гістамінази мають здатність поглинати та розщеплювати гістамін, а також ряд інших медіаторів алергії та запалення. Вони також володіють здатністю при необхідності вивільняти ці речовини, подібно базофілам. Тобто еозинофіли здатні грати як про-алергійну, так і захисну анти-алергійну роль. Відсотковий вміст еозинофілів в крові збільшується при алергічних станах.
Еозинофіли також мають цитотоксичну активність по відношенню до багатьох паразитів, зокрема гельмінтів, і відіграють важливу роль у захисті організму господаря від паразитарних інвазій. Також еозинофіли мають протизапальну дію, тому їхня кількість підвищується при гельмінтозі та при алергічних і автоімунних реакціях.
Підвищення рівня еозинофілів у крові більше 0,4×109 у 1 л у дорослих і 0,7×109 в 1 л у дітей називають еозинофілією. Зниження рівня еозинофілів нижче 0,05×109 1 л у крові називають еозинопенією. Загальна норма еозинофілів в крові людини становить  0,5-5,0%.
Вміст еозинофілів (абсолютна і відносна відсоткова кількість) у крові в нормі:
| Вік      | Межі коливань, 109/л | Еозинофіли,% |
| 12 міс   | 0,05–0,7             | 1–5          |
| 4 роки   | 0,02–0,7             | 1–5          |
| 10 років | 0–0,60               | 1–5          |
| 21 рік   | 0–0,45               | 1–5          |
| Дорослі  | 0–0,45               | 1–5          |

При лабораторних дослідженнях сечі при бактеріуріях можна спостерігати наявність еозинофілів, які відрізняються великою зернистістю, яка заломлює світло. при наявності амебної дизентерії еозинофіли визначають в невеликій кількості у калі хворого.
При запальних хворобах очей матеріал з рогівки беруть платиновою петлею після місцевого знеболення і перевіряють на наявність еозинофілів, переносячі матеріал на скло для мікроскопії.